# (5816) Potsdam
(5816) Potsdam ist ein Asteroid des Hauptgürtels, der am 11. Januar 1989 vom deutschen Astronomen Freimut Börngen an der Geisei-Observatorium (IAU-Code 372) in der Präfektur Kōchi in Japan entdeckt wurde.
Der Asteroid gehört zur Eos-Familie, einer Gruppe von Asteroiden, welche typischerweise große Halbachsen von 2,95 bis 3,1 AE aufweisen, nach innen begrenzt von der Kirkwoodlücke der 7:3-Resonanz mit Jupiter, sowie Bahnneigungen zwischen 8° und 12°. Die Gruppe ist nach dem Asteroiden (221) Eos benannt. Es wird vermutet, dass die Familie vor mehr als einer Milliarde Jahren durch eine Kollision entstanden ist.
Der Himmelskörper wurde nach Potsdam benannt, der bevölkerungsreichsten Stadt und Hauptstadt des Landes Brandenburg.